# Horst Weber (Jazzproduzent)
Horst Weber (* 21. Februar 1934 in Aachen; † 24. Februar 2012 in Garmisch-Partenkirchen) war ein deutscher Jazzproduzent und Mitbegründer des Jazzlabels enja.
Weber lernte das Schneiderhandwerk. Zunächst arbeitete er als Entwurfsschneider und Modedesigner, unter anderem freiberuflich für das Deutsche Mode-Institut, für das er während der 1960er Jahre auch nach Japan reiste; dabei knüpfte er Kontakte zur japanischen Jazzszene. Daneben war er in der Region Aachen als Konzertveranstalter aktiv, bevor er Ende der 1960er Jahre nach München zog. 1971 gründete er dort gemeinsam mit Matthias Winckelmann das Plattenlabel enja; als erstes Album veröffentlichten sie Black Glory, eine Aufnahme des Pianisten Mal Waldron aus dem Münchner Jazzclub Domicile. Später folgten Alben von Albert Mangelsdorff, Terumasa Hino, Masahiko Sato, Chet Baker, Charles Mingus oder Abdullah Ibrahim. Mit Gerd Filtgen schrieb Weber eine Biographie über Charles Mingus. 1986 trennten sich Winckelmann und er, weil sie zu unterschiedliche Vorstellungen von der Arbeitsintensität und der weiteren Ausrichtung der Produktionen hatten, und gründeten eigenständige Labels unter der alten Dachmarke. Den gemeinsamen Katalog von damals 350 Alben teilten sie sich auf, indem sie auswürfelten, wer künftig auf seinem Enja-Label welche Künstler veröffentlichen dürfe. Weber setzte zunächst weiter auf Produktionen aus Japan und aus München. Anfang der 2000er Jahre übergab Weber die Leitung seines Labels an Werner Aldinger und zog sich aus dem laufenden Geschäft zurück.

## Schriften
- Horst Weber, Gerd Filtgen Charles Mingus: sein Leben, seine Musik, seine Schallplatten. Oreos 1984